# La passion de Dodin Bouffant
Pot-au-feu: Vejen til hjertet (fransk: La passion de Dodin Bouffant) er en fransk film fra 2023 af Tran Anh Hung.

## Medvirkende
- Juliette Binoche som Eugénie
- Benoît Magimel som Dodin Bouffant
- Bonnie Chagneau-Ravoire som Pauline
- Jean-Marc Roulot som Augustin